# Fédération Mondiale du Berger Belge
Der Fédération Mondiale du Berger Belge (FMBB) ist einer der internationale Rassezuchtverband für den belgischen Schäferhund und Mitglied der Fédération Cynologique Internationale. Ihr gehören die nationalen Rassezuchtvereine für die verschiedenen Varietäten der Rasse an.
Ihr Hauptsitz befindet sich im belgischen Bredene, die Geschäftsstelle ist in Koekelare, ebenfalls Belgien.
Sie ist Ausrichter der Weltmeisterschaften für den belgischen Schäferhund in den Bereichen IGP, Mondioring, Agility, Obedience, Leistungshüten, Rettungshundewesen, Canicross und Bikejöring.

## Mitglieder im deutschsprachigen Raum
- Belgische Schäferhunde Deutschland (BSD) Deutschland
- Deutscher Klub für Belgische Schäferhunde (DKBS) Deutschland
- Deutscher Malinois-Club (DMC) Deutschland
- Verein der Belgischen Schäferhunde (VBSÖ) Österreich
- Schweizerischer Klub des Belgischen Schäferhundes (SKBS-CSCBB) Schweiz